# Кёрнер, Георг
Георг Кёрнер (нем. Georg Körner, 28 ноября 1717 года, Пёльбитц — 3 мая 1772 года, Бокау) — лютеранский священнослужитель, немецкий филолог и хронист Рудных гор. Член Серболужицкого проповеднического общества и один из первых немецких сорабистов.

## Биография
Родился в 1717 году в крестьянской семье в деревне Пёльбитц (сегодня — часть города Цвикау). С 1722 по 1729 года обучался в начальной школе в Цвикау, по окончании которой поступил в Латинскую школу в Цвикау. Будучи учеником Латинской школы, изучал различные европейские языки. Самостоятельно выучил чешский, польский и лужицкие языки. С 1939 года изучал лютеранское богословие в Лейпциге, где вступил в Серболужицкое проповедническое общество. По окончании учёбы получил научную степень «магистра философии».
С 1742 года — военный проповедник, с 1744 года — дьякон в селении Райхенбах. Во время Второй Силезской войны служил военным капелланом. После войны служил священнослужителем в Дрездене. С 1747 года служил в родной деревне.
Будучи лютеранским священником, занимался изучением лужицких языков, истории Лужицы, составлял хронику Рудных гор. Составил рукописный словарь «Wendisches oder slavonisch-deutsches ausführliches und vollständiges Wörterbuch» объёмом около двух тысяч страниц. Польский лингвист Рейнгольдом Олеш издал эту рукопись факсимильной печатью в 1979—1980 годах в пяти томах. Популяризировал лужицкие языки среди немецких лингвистов. В 1766 году издал сочинение «Philologisch-kritische Abhandlung von der Wendischen Sprache und ihrem Nutzen in der Wissenschaft» (Филологическо-критический трактат о серболужицком языке и его пользе для наук). Кроме этого написал обширную хронику окрестностей города Цвикау под названием «Alte und Neue Nachrichten von dem Bergflecken Bockau».

## Сочинения
- Gesammlete Historische Nachrichten zur Pfarrhistorie von Aue, Bockau und Lauter betreffend die Lebensbeschreibungen aller Herrn Pastoren von der Zeit der Reformation an.., 1775
- Philologisch-historische Abhandlung von dem Alterthume des böhmischen Bergwerks, 1758
- Alte und neue Nachrichten von dem Bergflecken Bockau bey Schneeberg, in dem meißnischen Obererzgebirge, darinnen die Geschichte von dem Schlosse und Herrschaft Schwarzenberg vor dießmal abgehandelt wird, zum Neuenjahre 1758 und so künftighin jedesmal Stückweise mitgetheilet, 1758
- Abriß einiger geographisch-historischen Nachrichten von dem Bergflecken Bockau beym Schneebe. Welche vom löblichen Bergwerke daselbst etwas in sich halten, 1761
- Altes und Neues von Bockau bey Schneeberg zum Neuenjahre 1772 als eine Nachlese zur Chronik, No. 6, 1772
- Kurze historische Nachrichten von dem Freyguthe Albernau und Schindlerischblaufarbenwerke an der Mulde bey Schneeberg im meißnischen Obererzgebirge, 1763
- Philologisch-kritische Abhandlung von der Wendischen Sprache und ihrem Nutzen in der Wissenschaft, 1766